# صبير لامع
صبير لامع (الاسم العلمي:Opuntia nitens) هو نوع من النباتات يتبع جنس الصبير من الفصيلة الصبارية.